# Griaznoie
Griaznoie - Грязное (rus) - és un poble de l'óblast de Bélgorod, a Rússia. El 2010 tenia 179 habitants. Pertany al districte (raion) de Prókhorovka.